# 517 v. Chr.
Portal Geschichte | Portal Biografien | Aktuelle Ereignisse | Jahreskalender | Tagesartikel

◄ |
7. Jahrhundert v. Chr. |
6. Jahrhundert v. Chr. |
5. Jahrhundert v. Chr. |
►

◄ | 530er v. Chr. | 520er v. Chr. | 510er v. Chr. | 500er v. Chr. |
490er v. Chr. |
►

◄◄ | ◄ | 520 v. Chr. | 519 v. Chr. | 518 v. Chr. | 517 v. Chr. |
516 v. Chr. |
515 v. Chr. |
514 v. Chr. |
► |
►►